# Caldesia
Caldesia es un género de plantas acuáticas de la familia Alismataceae. Es originaria del Viejo Mundo y de Australia.

## Descripción
Tiene hojas basales, aéreas o flotantes, ovales o elípticas, cordadas o subcordadas. Las flores son hermafroditas, en racimos o panículas, tiene 6(-11) estambres y los carpelos son pocos o numerosos en una cabeza. Los frutos son drupas. 

## Taxonomía
El género fue descrito por  Filippo Parlatore, y publicado en Flora italiana, ossia descrizione delle piante ... 3: 598. 1860. La especie tipo es: Caldesia parnassifolia
Etimología
Caldesia: nombre genérico que fue nombrado en honor del botánico italiano Ludovico Caldesi.

## Especies
- Caldesia brandoniana †
- Caldesia grandis
- Caldesia oligococca
- Caldesia parnassifolia